# Alcides Martins Nunes
Alcides Martins Nunes, ou apenas Alcides Nunes, (Valença do Piauí, 19 de maio de 1918 – Teresina, 13 de julho de 2007) foi um advogado e político brasileiro, outrora deputado estadual pelo Piauí.

## Dados biográficos
Filho de Abdon Portela Nunes e Francisca Martins de Castro Nunes. Advogado formado pela Faculdade de Direito da Universidade Federal da Bahia em 1945, retornou a Teresina, onde lecionou no Colégio São Francisco de Sales. Presidente da Associação Piauiense de Imprensa, era membro do Instituto Histórico e Geográfico do Piauí, do Instituto Histórico e Geográfico de Oeiras e da Academia de Letras da Confederação Valenciana.
Eleito deputado estadual pelo PSD em 1947, 1950 e 1954, renunciou para assumir como conselheiro do Tribunal de Contas do Piauí em 1957, integrando a corte durante trinta anos, embora tenha disputado as eleições de 1962 pelo PTB como candidato a suplente de senador na chapa de Chagas Rodrigues. Com isso, sua cadeira na Assembleia Legislativa do Piauí foi ocupada por seu pai, Abdon Portela Nunes, e pelos seus irmãos, José Martins Nunes e Abdon Nunes, eleitos em 1958, 1962 e 1966, respectivamente.
Primo de Petrônio Portela, Lucídio Portela e Elói Portela.